# 2246 Bowell
2246 Bowell (1979 XH) là một tiểu hành tinh nằm phía ngoài của vành đai chính được phát hiện ngày 14 tháng 12 năm 1979 bởi E. Bowell ở Trạm Anderson Mesa thuộc đài thiên văn Lowell.